# Holometer
O instrumento Holometer (medidor holográfico) do laborátório Fermilab em Illinois é o interferômetro  de laser mais sensível do mundo, superando a sensibilidade do detector de ondas gravitacionais GEO600 e os sistemas LIGO, e teoricamente, capaz de detectar flutuações holográficas no espaço-tempo.  O experimento "Holometer" nos ajudará a entender melhor o espaço e o tempo, tentando responder do que eles são feitos, e como eles se relacionam com a matéria e energia. Em 2014, o Holometer começou a coleta de dados que irá responder a algumas perguntas profundas sobre o nosso universo - incluindo se vivemos em um holograma.
A hipótese de que o ruído holográfico pode ser observado desta maneira tem sido criticada com o argumento que a estrutura teorética utilizado para derivar o ruído viola a invariância de Lorentz

## Resultados históricos
Um resultado do experimento em 2015, descartou a teoria de um universo pixelizado de Hogan com um alto grau de significância estatística (4,6 sigma). O estudo concluiu que o espaço-tempo não é quantificado na escala de Planck.